# Віляйська сільська рада
Віля́йська сільська рада (рос. Виляйский сельский совет) — сільське поселення у складі Наровчатського району Пензенської області Росії.
Адміністративний центр — село Віляйки.

## Історія
2005 року були ліквідовані села Кошелевка та Малиновка.

## Населення
Населення — 700 осіб (2019; 896 в 2010, 1064 у 2002).

## Склад
До складу сільської ради входять:
| Населений пункт            | Населення, осіб (2002) | Населення, осіб (2010) |
| -------------------------- | ---------------------- | ---------------------- |
| Віляйки, село              | 563                    | 462                    |
| Каурець, село              | 39                     | 9                      |
| Кошелевка, село            | 0                      | -                      |
| Малиновка, село            | 2                      | -                      |
| Михайлово-Тезиково, село   | 129                    | 140                    |
| Рождествено-Тезиково, село | 281                    | 244                    |
| Рузвель, присілок          | 50                     | 41                     |